# محمد كاسولا
محمد كاسولا (مواليد 13 أغسطس 1986 في أكرا) لاعب دولي قطري من أصل غاني.

## مشواره الدولي
ظهر لأول مرة بقميص المنتخب القطري يوم 3 مارس 2010 في المبارة الودية امام سلوفينيا

## مسيرة اللاعب
محمد كاسولا لعب لنادي مسيمير القطري بين (2005-2008) ونادي الخور بين (2009-2010) قبل أن يلتحق بنادي السد سنة 2010 وانتقل من السد إلى نادي الريان عام 2017 ولعب معهم موسم وبعدها إنظم إلى نادي أم صلال وفي صيف عام 2020 انتقل إلى نادي مسيمير.

## ابرز انجازاته مع نادي السد
حقق محمد كاسولا أكبر انجازاته مع نادي السد عندما حقق دوري ابطال اسيا 2011 في كوريا ما سمح له بالمشاركة في مونديال الاندية باليابان

## روابط خارجية
- محمد كاسولا على موقع الاتحاد الدولي (مؤرشف)  (الإنجليزية)
- محمد كاسولا على موقع قاعدة بيانات كرة القدم.إي يو (الإنجليزية)
- محمد كاسولا على موقع ناشيونال فوتبول تيمز (الإنجليزية)
- محمد كاسولا على موقع Soccerway.com (الإنجليزية)
- محمد كاسولا على موقع كووورة